# Aradophagus sarotes
Aradophagus sarotes är en stekelart som först beskrevs av Lubomir Masner och Lars Huggert 1979.  Aradophagus sarotes ingår i släktet Aradophagus och familjen Scelionidae. Inga underarter finns listade.